# Parafia św. Mikołaja w Dzikowcu
Parafia pw. Świętego Mikołaja w Dzikowcu – parafia rzymskokatolicka z siedzibą w Dzikowcu znajdująca się w diecezji sandomierskiej w dekanacie Raniżów. Erygowana w 1572 roku. Mieści się przy ulicy Księdza Sudoła 22.
Do parafii należą wyznawcy Kościoła rzymskokatolickiego ze wsi: Dzikowiec, Nowy Dzikowiec, Płazówka (część).
Do świątyni uczęszczają wierni ze wsi Lipnica przysiółka Osia Góra, który według administracji kościelnej prawidłowo przynależy do Parafii Matki Bożej Pocieszenia w Lipnicy.
Przysiółek Osia Góra jest obszarem spornym między parafią w Lipnicy a tą w Dzikowcu.